# El Coronil
El Coronil é um município da Espanha na província de Sevilha, comunidade autónoma da Andaluzia, de área 92 km² com população de 5045 habitantes (2007) e densidade populacional de 55,07 hab/km².

## Demografia
| Variação demográfica do município entre 1991 e 2004 | Variação demográfica do município entre 1991 e 2004 | Variação demográfica do município entre 1991 e 2004 | Variação demográfica do município entre 1991 e 2004 |
| --------------------------------------------------- | --------------------------------------------------- | --------------------------------------------------- | --------------------------------------------------- |
| 1991                                                | 1996                                                | 2001                                                | 2004                                                |
| 5089                                                | 5134                                                | 5076                                                | 5044                                                |